# Special Olympics Samoa
Special Olympics Samoa (englisch: Special Olympics Samoa) ist der samoanische Verband von Special Olympics International, der weltweit größten Sportbewegung für Menschen mit geistiger Beeinträchtigung und Mehrfachbeeinträchtigung. Ziel ist die sportliche Förderung dieser Personengruppe und die Sensibilisierung der Gesellschaft für sie. Außerdem betreut der Verband die somoanischen Athletinnen und Athleten bei den Special Olympics Wettbewerben.

## Geschichte
Special Olympics Samoa wurde 2009 mit Sitz in Apia gegründet.

## Aktivitäten
2015 waren 698 Athletinnen, Athleten und Unified Partner sowie 165 Trainer bei Special Olympics Samoa registriert.
Der Verband nahm 2017 am Programm Young Athletes teil, das von Special Olympics International ins Leben gerufen worden war.

### Sportarten
Folgende Sportarten wurden 2017 vom Verband angeboten:
- Bowling (Special Olympics)
- Cricket
- Fußball (Special Olympics)
- Kraftdreikampf (Special Olympics)
- Leichtathletik (Special Olympics)

### Teilnahme an Weltspielen vor 2020
- 2011 Special Olympics World Summer Games, Athen
- 2015 Special Olympics World Summer Games, Los Angeles, USA (14 Athletinnen und Athleten)
- 2019 Special Olympics, World Summer Games, Abu Dhabi (17 Athletinnen und Athleten)[2]

### Teilnahme an den Special Olympics World Summer Games 2023 in Berlin
Special Olympics Samoa nahm an den Special Olympics World Summer Games 2023 in den Disziplinen Boccia, Leichtathletik und Volleyball teil. Die Delegation aus 16 Athletinnen und Athleten und die gleiche Zahl an betreuenden Personen wird vor den Spielen im Rahmen des Host Town Program von Kleinmachnow und Teltow betreut. Das Team gewann bei diesen Weltspielen eine Silber- und eine Bronzemedaille.